# Hieronymus Megiser

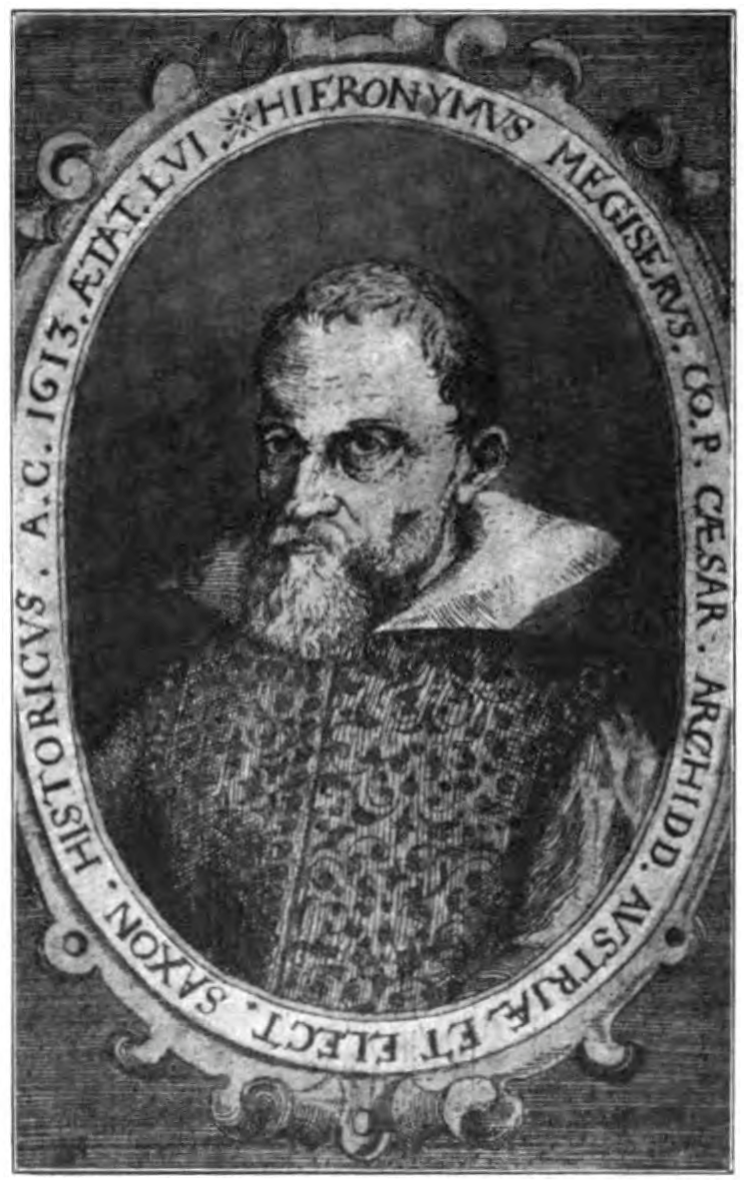
Hieronymus Megiser

Hieronymus Megiser, po słoweńsku i w wersji spolszczonej Hieronim Megiser (ur. 1554 lub 1555 w Stuttgarcie, Niemcy, zm. 1619 w Linzu, Austria) – niemiecki uczony uniwersalistyczny, głównie językoznawca, leksykograf i historyk, autor m.in. wielojęzycznego słownika opracowanego w roku 1603, w którym jako jeden z pierwszych umieścił język słoweński na równi z niemieckim, łaciną czy włoskim (zawarte są tam również informacje o polskiej gwarze ówczesnych mieszkańców okolic Gubina lub Krosna Odrzańskiego).

## Życiorys
Na uniwersytecie w Tybindze studiował łacinę i grekę. Przebywał tam m.in. w środowisku studentów i naukowców słoweńskich, co miało wpływ na jego późniejszą twórczość. W roku 1577 uzyskał tytuł magistra, jednak nie udało mu się znaleźć pracy zgodnej z jego wykształceniem. Wyjechał do Słowenii, gdzie przez kilka lat pracował jako pedagog wychowawca.  Od 1582 studiował prawo w Padwie. Odbywał podróże edukacyjne po Włoszech. W roku 1590 przybył do Grazu (Austria), gdzie został  „Ordinarius Historiographicus” przy arcyksięciu Karolu. Jako protestant musiał opuścić Styrię. We Frankfurcie n. M. poślubił Katarzynę Spiess. Razem z żoną przeniósł się do Klagenfurtu, gdzie został rektorem tamtejszego gimnazjum. Prześladowany przez jezuitów po ośmiu latach pobytu opuścił miasto.  Elektor saski Christian II powołał go na stanowisko profesora historii na uniwersytecie w Lipsku. Po dwóch latach przeniósł się do Gery, tam założył gimnazjum, którym kierował jako rektor. 1612 zamieszkał w Linzu, gdzie w tamtejszym gimnazjum protestanckim uczył języka włoskiego i francuskiego.  W Linzu zmarł w roku 1619.  

## Dzieła
- Megiser, Hieronymus – Ein Tractat von dem Dreyfachen Ritterstand und aller Ritter Orden der Christenheit (1593 – najstarsze dzieło w języku niemieckim na temat świeckich i kościelnych zakonów rycerskich)
- Megiser, Hieronymus – Lands Handvest des loeblichen Ertzhertzogthumbs Khaerndten. darinnen Kayserliche, Koenigliche Vnd Lands Fuerstliche Freyhaiten, Statuta, Lands-Gebraeuch und ander Satz- und Ordnungen, nach Laengs begriffen. [Leipzig] [A. Lamberg] 1610
- Megiser, Hieronymus ed. – Christalnick, Michael Gothard: Annales Carinthiae, das ist, Chronica des löblichen Ertzhertzogthumbs Khärndten: darinn außführlich, beschrieben ist, was sich in demselben Edlen Land Khärndten für namhaffte Historien vnd Geschichten begeben, Leipzig (Lamberg) 1610–1612, das erste gedruckte Werk über die Geschichte Kärntens; Klagenfurt 1981: Nachdruck der Ausgabe von 1612, Verlag Johannes Heyn; ISBN 3-85366-368-0, ISBN 3-85366-369-9.
- Megiser, Hieronymus – Dictionarium quatuor linguarum (1592,1608,1744 – jedno z najważniejszych dzieł na temat języka słoweńskiego obejmowało języki: niemiecki, łaciński, słoweński, włoski)
- Megiser, Hieronymus – Slovensko-nemsko-latinski slovar (1592, 1977, 1967 Faksymile wydania z 1592)
- Megiser, Hieronymus – Specimen quinquaginta diversarum atque inter se differentium linguarum et dialectorum; videlicet, oratio dominica. Frankfurt: Joachim Brathering, 1603 (Texte in 50 Sprachen)
- Megiser, Hieronymus – Thesaurus Polyglottus. Frankfurt 1603
- Megiser Hieronymus und Joannes Melchior Maderus – Institutionum linguae turcicae, Leipzig 1612
- Megiser, Hieronymus – Delitiae Neapolitanae – Das ist Außführliche Beschreibung des mechtigen und inn Europa hoch unnd weit berühmten Königreichs […] Neapel, Leipzig (1605).
- Megiser, Hieronymus – Warhafftige […] Beschreibung der […] Insul Madagascar. Altenburg 1609
- Megiser, Hieronymus – Septentrio Novantiquus, Oder Die newe NortWelt. Das ist: Gründliche und warhaffte Beschreibung aller der mitternächtigen und Nortwerts gelegenen Landen und Insulen. Leipzig (1613)
- Megiser Hieronymus – Iconographia Caesarum: oder summarische Keyser Chronicken Auszug... aller Romischen Keyser von V. Julio Casare an biss auff den jetz regierenden Herrn Matthiam. Regensburg 1616
- Megiser Hieronymus – Rom. Imperat. vitae, das ist Denckwürdige…Beschreibungen aller römischen Kayser vom ersten Julio Caesare biss…Ferdinandum III., Regensperg [sic!] 1657
- Megiser, Hieronymus – Icones & Vitae Paparum: Libellvs recens editvs. Quo non solum Omnivm Romanae Sedis Pontificvm, A D. Petro, vsqve ad Clementem IIX. Effigies, quam accuratissime ad vivum expressae, ob oculos ponuntur: sed etiam, singvlorvm vitae, nomina, parentes, familia, natales, patria, insignia, Symbola, dignitates & officia, resquè gestae: Annus item, Mensis ac Dies Creationis, Inaugurationis, administrati Pontificatus, Obitus & Sedis vacantis…, Frankfurt a. M., Joachim Brathering, 1602
- Megiser Hieronymus ed. Jansen des Enenkels Fürstenbuch von Oesterreich und Steiermark, Linz 1618;
- Megiser Hieronymus ed. Übersetzung von Marco Polos Reisebericht, 1609.